# Neue Schubert-Ausgabe

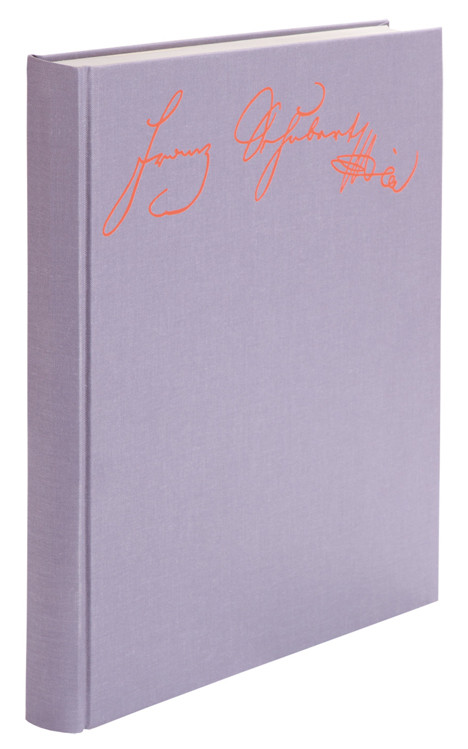
Neue Schubert-Ausgabe

La Neue Schubert-Ausgabe (en català, Nova Edició de Schubert), abreujat com a NSA o NGA, per Neue Gesamt-Ausgabe (en català, Nova edició completa), anomenada així per tal de distingir-la de l'Alte Gesamt-Ausgabe (AGA), la gran edició de finals del segle xix. La Neue Schubert-Ausgabe és les segona edició de les obres completes de Franz Schubert. Un títol més llarg i més formal per aquesta edició és: Franz Schubert: Neue Ausgabe sämtlicher Werke (en català, Franz Schubert: Nova edició de les Obres Completes).

## Publicació
La Neue Schubert-Ausgabe ha sigut publicada per Bärenreiter (Kassel). Consta de 83 volums, amb vuit sèries. La planificació d'aquesta edició van començar el 1963, amb la fundació de l'Internacional Schubert Societat, amb seu a la Universitat de Tübingen, Alemanya. La publicació de tots els volums es va planificar perquè acabés l'any 2016.
La publicació conté una edició nova del Catàleg Deutsch (1978, VIII de Sèrie vol. 4, primera versió de llengua alemanya del catàleg).

## Contingut
L'edició conté dins vuit sèrie 83 volums de música (Notenbände), informes crítics (Kritische Berichte) i volums suplementaris. (Supplementbände).
I 	Kirchenmusik (Música sacra) (9 volums)
- Talia Pecker Berio (ed). Franz Schubert: Neue Ausgabe sämtlicher Wërke. Series I. Volume 1a "Messen Ia". Kassel: Bärenreiter, 1990.
- Rossana Dalmonte and Pier Paolo Scattolin (eds). Franz Schubert: Neue Ausgabe sämtlicher Wërke. Series I. Volume 2 "Messen II". Kassel: Bärenreiter, 1982.
- Doris Finke-Hecklinger (ed). Franz Schubert: Neue Ausgabe sämtlicher Wërke. Series I. Volume 3a "Messen III". Kassel: Bärenreiter, 1980.
- Doris Finke-Hecklinger (ed). Franz Schubert: Neue Ausgabe sämtlicher Wërke. Series I. Volume 3b "Messen III". Kassel: Bärenreiter, 1980.
- Manuela Jahrmärker and Volkmar von Pechstaedt (eds). Franz Schubert: Neue Ausgabe sämtlicher Wërke. Series I. Volume 5 "Messen-Sätze und Messen-Fragmente". Kassel: Bärenreiter, 1998.
- Michael Kube (ed). Franz Schubert: Neue Ausgabe sämtlicher Wërke. Series I. Volume 6 "Deutsche Messe/Deutsche Trauermesse". Kassel: Bärenreiter, 2001.
- Manuela Jahrmärker (ed). Franz Schubert: Neue Ausgabe sämtlicher Wërke. Series I. Volume 7 "Stabat mater (Jesus Christus schwebt am Kreuze)". Kassel: Bärenreiter, 1996.

II 	Bühnenwerke (Obres escèniques) (18 volums)
- Mario Aschauer (ed). Franz Schubert: Neue Ausgabe sämtlicher Wërke. Series II. Volume 12 "Adrast". Kassel: Bärenreiter, 2008.
- Manuela Jahrmärker and Thomas Aigner (eds). Franz Schubert: Neue Ausgabe sämtlicher Wërke. Series II. Volume 15 "Sacontala". Kassel: Bärenreiter, 2008.
- Manuela Jahrmärker (ed). Franz Schubert: Neue Ausgabe sämtlicher Wërke. Series II. Volume 17 "Der Graf von Gleichen". Kassel: Bärenreiter, 2006.

III 	Mehrstimmige Gesänge (Obres corals) (4 volums)
- Dietrich Berke (ed). Franz Schubert: Neue Ausgabe sämtlicher Wërke. Series III. Volume 2a "Mehrstimmige Gesänge für gemischte Stimmen". Kassel: Bärenreiter, 1996.
- Dietrich Berke (ed). Franz Schubert: Neue Ausgabe sämtlicher Wërke. Series III. Volume 2b "Mehrstimmige Gesänge für gemischte Stimmen". Kassel: Bärenreiter, 2006.
- Dietrich Berke (ed). Franz Schubert: Neue Ausgabe sämtlicher Wërke. Series III. Volume 4 "Mehrstimmige Gesänge für gleiche Stimmen ohne Klavierbegleitung". Kassel: Bärenreiter, 1974.

IV 	Lieder (14 volums)
- Walther Dürr (ed). Franz Schubert: Neue Ausgabe sämtlicher Wërke. Series IV. Volume 1a "Lieder 1". Kassel: Bärenreiter, 1970.
- Walther Dürr (ed). Franz Schubert: Neue Ausgabe sämtlicher Wërke. Series IV. Volume 1b "Lieder 1". Kassel: Bärenreiter, 1970.
- Walther Dürr (ed). Franz Schubert: Neue Ausgabe sämtlicher Wërke. Series IV. Volume 2a "Lieder 2". Kassel: Bärenreiter, 1975.
- Walther Dürr (ed). Franz Schubert: Neue Ausgabe sämtlicher Wërke. Series IV. Volume 2b "Lieder 2". Kassel: Bärenreiter, 1975.
- Walther Dürr (ed). Franz Schubert: Neue Ausgabe sämtlicher Wërke. Series IV. Volume 3a "Lieder 3". Kassel: Bärenreiter, 1982.
- Walther Dürr (ed). Franz Schubert: Neue Ausgabe sämtlicher Wërke. Series IV. Volume 3b "Lieder 3". Kassel: Bärenreiter, 1982.
- Walther Dürr (ed). Franz Schubert: Neue Ausgabe sämtlicher Wërke. Series IV. Volume 4a "Lieder 4". Kassel: Bärenreiter, 1979.
- Walther Dürr (ed). Franz Schubert: Neue Ausgabe sämtlicher Wërke. Series IV. Volume 4b "Lieder 4". Kassel: Bärenreiter, 1979.
- Walther Dürr (ed). Franz Schubert: Neue Ausgabe sämtlicher Wërke. Series IV. Volume 5a "Lieder 5". Kassel: Bärenreiter, 1985.
- Walther Dürr (ed). Franz Schubert: Neue Ausgabe sämtlicher Wërke. Series IV. Volume 5b "Lieder 5". Kassel: Bärenreiter, 1985.
- Walther Dürr (ed). Franz Schubert: Neue Ausgabe sämtlicher Wërke. Series IV. Volume 6 "Lieder 6". Kassel: Bärenreiter, 1969.
- Walther Dürr (ed). Franz Schubert: Neue Ausgabe sämtlicher Wërke. Series IV. Volume 7 "Lieder 7". Kassel: Bärenreiter, 1968.
- Walther Dürr (ed). Franz Schubert: Neue Ausgabe sämtlicher Wërke. Series IV. Volume 8 "Lieder 8". Kassel: Bärenreiter, 2009.
- Walther Dürr (ed). Franz Schubert: Neue Ausgabe sämtlicher Wërke. Series IV. Volume 9 "Lieder 9". Kassel: Bärenreiter, 2011.
- Walther Dürr (ed). Franz Schubert: Neue Ausgabe sämtlicher Wërke. Series IV. Volume 10 "Lieder 10". Kassel: Bärenreiter, 2002.
- Walther Dürr (ed). Franz Schubert: Neue Ausgabe sämtlicher Wërke. Series IV. Volume 11 "Lieder 11". Kassel: Bärenreiter, 1999.
- Walther Dürr (ed). Franz Schubert: Neue Ausgabe sämtlicher Wërke. Series IV. Volume 12 "Lieder 12". Kassel: Bärenreiter, 1996.
- Walther Dürr (ed). Franz Schubert: Neue Ausgabe sämtlicher Wërke. Series IV. Volume 13 "Lieder 13". Kassel: Bärenreiter, 1992.
- Walther Dürr (ed). Franz Schubert: Neue Ausgabe sämtlicher Wërke. Series IV. Volume 14a "Lieder 14". Kassel: Bärenreiter, 1988.
- Walther Dürr (ed). Franz Schubert: Neue Ausgabe sämtlicher Wërke. Series IV. Volume 14b "Lieder 14". Kassel: Bärenreiter, 1988.

V 	Orchesterwerke (obres orquestrals) (7 volums)
- Michael Kube (ed). Franz Schubert: Neue Ausgabe sämtlicher Wërke. Series V. Volume VI "Sinfonische Entwürfe und Fragmente". Kassel: Bärenreiter, 2012.
- Michael Kube (ed). Franz Schubert: Neue Ausgabe sämtlicher Wërke. Series V. Volume VII "Konzertstücke". Kassel: Bärenreiter, 2008.

VI 	Kammermusik (música de cambra) (9 volums)
- Arnold Feil (ed). Franz Schubert: Neue Ausgabe sämtlicher Wërke. Series VI. Volume 1 "Oktette und Nonette". Kassel: Bärenreiter, 1969.
- Martin Chusid (ed). Franz Schubert: Neue Ausgabe sämtlicher Wërke. Series VI. Volume 2 "Streichquintette". Kassel: Bärenreiter, 1971.
- Martin Chusid (ed). Franz Schubert: Neue Ausgabe sämtlicher Wërke. Series VI. Volume 3 "Streichquartette I". Kassel: Bärenreiter, 1979.
- Werner Aderhold (ed). Franz Schubert: Neue Ausgabe sämtlicher Wërke. Series VI. Volume 4 "Streichquartette II". Kassel: Bärenreiter, 1994.
- Werner Aderhold (ed). Franz Schubert: Neue Ausgabe sämtlicher Wërke. Series VI. Volume 5 "Streichquartette III". Kassel: Bärenreiter, 1989.
- Werner Aderhold (ed). Franz Schubert: Neue Ausgabe sämtlicher Wërke. Series VI. Volume 6 "Streichtrios". Kassel: Bärenreiter, 1981.
- Arnold Feil (ed). Franz Schubert: Neue Ausgabe sämtlicher Wërke. Series VI. Volume 7 "Werke für Klavier und mehrere Instrumente". Kassel: Bärenreiter, 1975.
- Helmut Wirth (ed). Franz Schubert: Neue Ausgabe sämtlicher Wërke. Series VI. Volume 8 "Werke für Klavier und ein Instrument". Kassel: Bärenreiter, 1970.
- Doris Finke-Hecklinger and Werner Aderhold (eds). Franz Schubert: Neue Ausgabe sämtlicher Wërke. Series VI. Volume 9 "Tänze für mehrere Instrumente". Kassel: Bärenreiter, 1991.

VII 	Klaviermusik (música per a piano) (12 volums)
- Walburga Litschauer (ed). Franz Schubert: Neue Ausgabe sämtlicher Wërke. Series VII Part 1. Volume 1 "Werke für Klavier zu vier Händen I". Kassel: Bärenreiter, 2007.
- Christa Landon (ed). Franz Schubert: Neue Ausgabe sämtlicher Wërke. Series VII Part 1. Volume 2 "Werke für Klavier zu vier Händen II". Kassel: Bärenreiter, 1978.
- Walburga Litschauer and Werner Aderhold (eds). Franz Schubert: Neue Ausgabe sämtlicher Wërke. Series VII Part 1. Volume 3 "Werke für Klavier zu vier Händen III". Kassel: Bärenreiter, 2011.
- Christa Landon (ed). Franz Schubert: Neue Ausgabe sämtlicher Wërke. Series VII Part 1. Volume 4 "Märsche und Tänze". Kassel: Bärenreiter, 1972.
- Walburga Litschauer (ed). Franz Schubert: Neue Ausgabe sämtlicher Wërke. Series VII Part 1. Volume 5 "Ouvertüren". Kassel: Bärenreiter, 1984.
- Walburga Litschauer (ed). Series VII Part 2 Volume 1: Klaviersonaten I. Kassel: Bärenreiter, 2000. ISMN 979-0-006-49711-9
- Walburga Litschauer (ed). Series VII Part 2 Volume 2: Klaviersonaten II. Kassel: Bärenreiter, 2003. ISMN 979-0-006-49719-5
- Walburga Litschauer (ed). Series VII Part 2 Volume 3: Klaviersonaten III. Kassel: Bärenreiter, 1996. ISMN 979-0-006-47247-5
- David Goldberger (ed). Series VII Part 2 Volume 4: Klavierstücke I. Kassel: Bärenreiter, 1988. ISMN 979-0-006-47220-8
- Christa Landon and Walther Dürr (eds). Series VII Part 2 Volume 5: Klavierstücke II. Kassel: Bärenreiter, 1984. ISMN 979-0-006-47216-1
- Walburga Litschauer (ed). Series VII Part 2 Volume 6: Tänze I. Kassel: Bärenreiter, 1989. ISMN 979-0-006-47224-6
- Walburga Litschauer (ed). Series VII Part 2 Volume 7a: Tänze II. Kassel: Bärenreiter, 1990. ISMN 979-0-006-47227-7
- Alfred Mann (ed). Series VIII Volume 2: Schuberts Studien. Kassel: Bärenreiter, 1986. ISMN 979-0-006-47219-2

VIII	Supplement (10 volums)
- Alfred Mann (ed). Franz Schubert: Neue Ausgabe sämtlicher Wërke. Series VIII. Volume 2 "Schuberts Studien". Kassel: Bärenreiter, 1986.
- Otto Erich Deutsch, amb revisions de Werner Aderhold i altres. Franz Schubert, thematisches Verzeichnis seiner Werke in chronologischer Folge (New Schubert Edition Series VIII Supplement, Volume 4). Kassel: Bärenreiter, 1978. ISMN 979-0-006-30514-8 — ISBN 978-3-7618-0571-8